# Dilolo (territoire)
Le territoire de Dilolo est une entité déconcentrée de l'actuelle province de Lualaba en république démocratique du Congo. Il a pour chef-lieu Dilolo. Malonga, l'un des villages plus peuplés du territoire est le village de Grâce Muyumba.

## Histoire
Il fait partie avant 2015 du district de Lualaba avant la descentralisation. 

## Communes
Le territoire compte deux communes rurales de moins de 80 000 électeurs.
- Dilolo, (7 conseillers municipaux)
- Kasaji, (7 conseillers municipaux)

## Chefferies et secteurs
Le territoire compte 6 chefferies :
- Muyeye
- Mwaka-Ndala
- Mwatshisenge
- Ndumba
- Saluseke
- Tshisangama

Il compte 4 secteurs dont :
- Luena
- Lulua Lukoshi
- Mutanda
- Divuma